# Hamilton (2020)
Hamilton ist ein Musicalfilm von Thomas Kail, der am 3. Juli 2020 in mehreren Ländern bei Disney+ veröffentlicht wurde. Der Film ist eine Aufnahme der Broadway-Inszenierung des gleichnamigen Musicals von Lin-Manuel Miranda um den titelgebenden Alexander Hamilton, einen der Gründerväter der Vereinigten Staaten. Ein besonderes Merkmal des Musicals sind Einflüsse moderner Musik, vor allem Rap, Hip-Hop und R&B. Die Kostüme und das Bühnenbild sind in der aufgenommenen Inszenierung historisch inspiriert.

## Produktion

### Aufnahme und Regie
Der Film ist eine Aufnahme der Broadway-Inszenierung des Musicals Hamilton von Lin-Manuel Miranda um den titelgebenden Alexander Hamilton, einen der Gründerväter der Vereinigten Staaten. Die Aufnahme entstand an drei Tagen im Juni 2016 mit der Originalbesetzung vor Live-Publikum im New Yorker Richard Rodgers Theatre. Hierfür wurden zwei Aufführungen mit mehreren Kameras aufgezeichnet. Zwischen den Shows wurden darüber hinaus 13 besonders wichtige Gesangsdarbietungen mit Steadicams, Kran- und Dolly-Kameras aufgenommen, die sich zwischen den Darstellern bewegen konnten und Nahaufnahmen ermöglichten. Als Kameramann fungierte Declan Quinn.
Regie führte Thomas Kail, der Regisseur der Bühnenversion.

### Besetzung und Musik

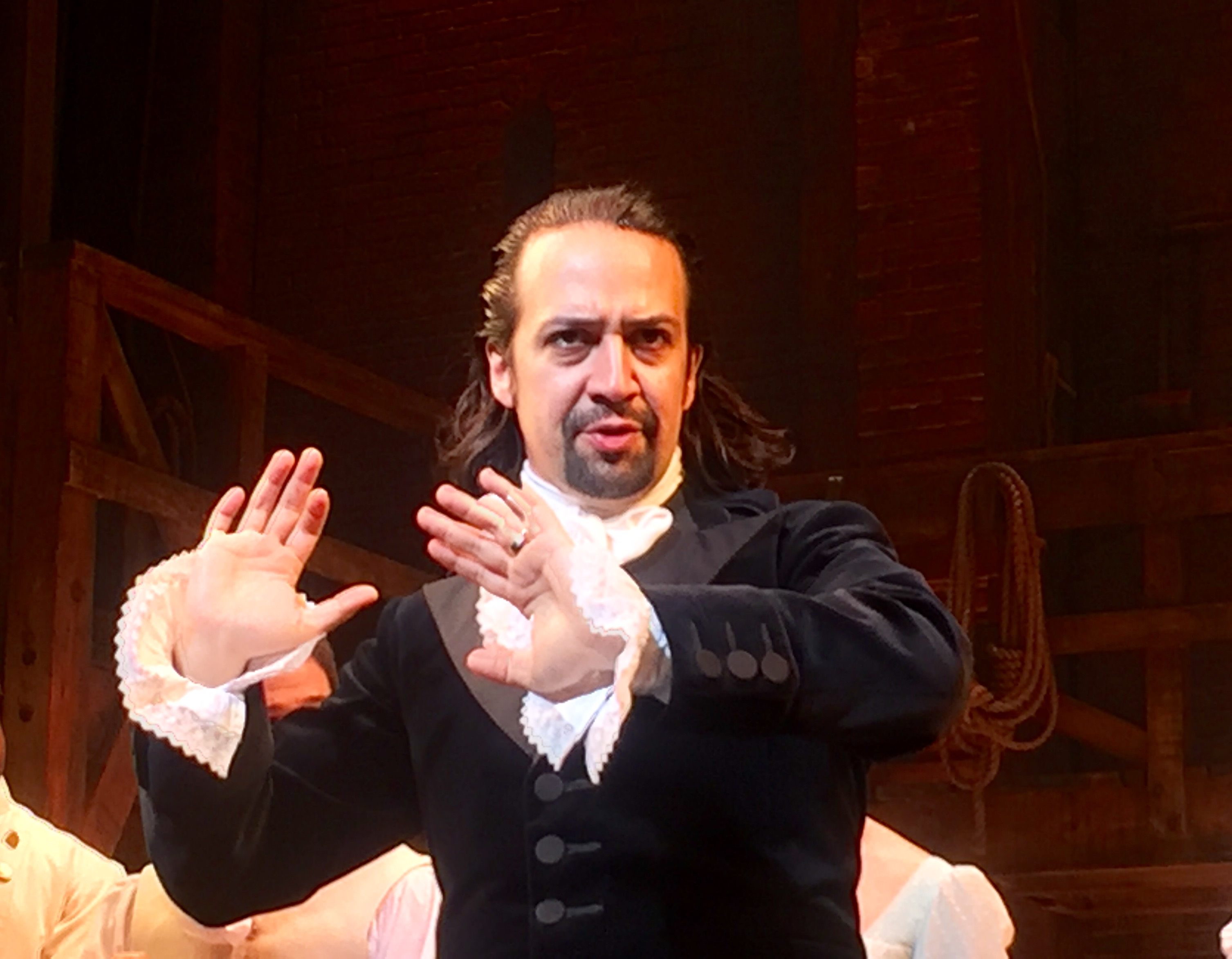
Lin-Manuel Miranda als Alexander Hamilton im Musical Hamilton im April 2016

Neben Lin-Manuel Miranda in der Titelrolle von Alexander Hamilton sind die jeweiligen Grammy- und Tony-Award-Preisträger Leslie Odom Jr. als Aaron Burr und Daveed Diggs in der Doppelrolle von Thomas Jefferson / Marquis de Lafayette zu sehen. Jonathan Groff übernahm die Rolle von King George III, und Chris Jackson spielt den ehemaligen US-Präsidenten George Washington. In weiteren Rollen sind Renée Elise Goldsberry als Angelica Schuyler Church, Anthony Ramos als John Laurens / Philip Hamilton, Jasmine Cephas Jones als Maria Reynolds / Peggy Schuyler und Phillipa Soo als Elizabeth Schuyler Hamilton zu sehen.
Die Musiknummern sind in der gleichen Reihenfolge zu hören wie im Musical. Im Abspann werden My Shot (Rise Up Remix) vom Remix-Album The Hamilton Mixtape und eine Instrumentalversion von Dear Theodosia verwendet, zuletzt die zum Verlassen des Theatersaals gespielte Musik.

### Veröffentlichung
Neben einer anvisierten Kinoauswertung im Oktober 2021 wurde Hamilton ab dem 3. Juli 2020 in mehreren Ländern bei Disney+ veröffentlicht.

## Rezeption

### Kritiken
Der Film konnte bislang 98 Prozent aller Kritiker bei Rotten Tomatoes überzeugen und erhielt hierbei eine durchschnittliche Bewertung von 9,2 der möglichen 10 Punkte. Auf Metacritic erhielt er einen Metascore von 90 von 100 möglichen Punkten.
Christian Eichler vom Onlinemagazin ze.tt schreibt in seiner Kritik, es sei sofort verständlich, warum Hamilton so ein Phänomen geworden ist: „Zweieinhalb Stunden lang wird in fulminantem Tempo durchgesungen und -gerappt, wie die Wogen des Meeres tauchen Charaktere auf, werden wieder vom Ensemble verschlungen, die Holzbühne dreht sich in atemberaubender Geschwindigkeit, jede Figur bekommt einen eigenen Willen und ein eigenes, grandioses musikalisches Motiv. Irgendwann überlagern sich diese Motive, ein Charakter singt in einem völlig anderen Song zwei Zeilen seines Themes und wir wissen sofort wieder, wie er oder sie sich gerade fühlen muss.“

### Auszeichnungen (Auswahl)
Vom American Film Institute wird Hamilton zu einem der zehn „Movies of the Year 2020“ gezählt und erhielt zudem einen Spezialpreis. Im Folgenden eine Auswahl weiterer Nominierungen und Auszeichnungen.
Critics’ Choice Television Awards 2021
- Auszeichnung als Bester Fernsehfilm[12]

Directors Guild of America Awards 2021
- Nominierung für die Beste Regie bei einem Fernsehfilm oder einer Miniserie (Thomas Kail)[13]

Eddie Awards 2021
- Nominierung für den Besten Schnitt in einem Fernsehfilm oder einer Miniserie (Jonah Moran)[14]

Golden Globe Awards 2021
- Nominierung als Bester Film – Komödie oder Musical
- Nominierung als Bester Hauptdarsteller – Komödie oder Musical (Lin-Manuel Miranda)[15]

Make-Up Artists and Hair Stylists Guild Awards 2021
- Auszeichnung für die Besten historischen Frisuren in einem Fernsehfilm (Frederick Waggoner)[16]

Golden Reel Awards 2021
- Nominierung für den Besten Tonschnitt bei einer einmaligen Aufführung[17]

NAACP Image Awards 2021
- Nominierung als Bester Fernsehfilm oder beste Miniserie
- Nominierung als Bester Schauspieler in einem Fernsehfilm oder einer Miniserie (Daveed Diggs)
- Nominierung als Bester Schauspieler in einem Fernsehfilm oder einer Miniserie (Leslie Odom Jr.)
- Nominierung für das Beste Drehbuch eines Fernsehfilms (Lin-Manuel Miranda)[18]

Nickelodeon Kids’ Choice Awards 2021
- Nominierung als Bester Film
- Nominierung als Bester Schauspieler (Lin-Manuel Miranda)[19]

People’s Choice Awards 2020
- Nominierung als Bester Film des Jahres
- Auszeichnung als Bestes Filmdrama des Jahres
- Nominierung als Bester Filmschauspieler (Lin-Manuel Miranda)
- Auszeichnung als Bester Schauspieler in einem Filmdrama (Lin-Manuel Miranda)
- Nominierung als Bester Soundtracksong (Alexander Hamilton – Leslie Odom Jr.)[20][21] (tatsächlich ist das ganze Ensemble zu hören)

Primetime-Emmy-Verleihung 2021
- Nominierung als Bester Hauptdarsteller – Miniserie oder Fernsehfilm (Lin-Manuel Miranda)
- Nominierung als Bester Hauptdarsteller – Miniserie oder Fernsehfilm (Leslie Odom Jr.)
- Nominierung als Bester Nebendarsteller – Miniserie oder Fernsehfilm (Daveed Diggs)
- Nominierung als Bester Nebendarsteller – Miniserie oder Fernsehfilm (Jonathan Groff)
- Nominierung als Bester Nebendarsteller – Miniserie oder Fernsehfilm (Anthony Ramos)
- Nominierung als Beste Nebendarstellerin – Miniserie oder Fernsehfilm (Phillipa Soo)
- Nominierung als Beste Nebendarstellerin – Miniserie oder Fernsehfilm (Renée Elise Goldsberry)

Producers Guild of America Awards 2021
- Auszeichnung als Bester Fernsehfilm (Thomas Kail, Lin-Manuel Miranda & Jeffrey Seller)[22]

Satellite Awards 2020
- Nominierung als Bester Film – Komödie oder Musical
- Nominierung als Bester Hauptdarsteller – Komödie oder Musical (Lin-Manuel Miranda)
- Nominierung als Bester Hauptdarsteller – Komödie oder Musical (Leslie Odom Jr.)

Screen Actors Guild Awards 2021
- Nominierung als Bester Darsteller in einem Fernsehfilm oder einer Miniserie (Daveed Diggs)[23]